# موریالی
موریالی (به انگلیسی: Muryali) یک شورای اتحادیه در پاکستان است که در ناحیه دیره اسماعیل خان واقع شده‌است.